# Królestwo (film 2007)
Królestwo (ang. The Kingdom) – amerykańsko-niemiecki film sensacyjny z 2007 roku.

## Fabuła
Osiedle, na terenie stolicy Arabii Saudyjskiej, zamieszkane przez europejskich pracowników kompanii naftowej oraz ich rodziny, staje się celem brutalnego ataku terrorystycznego przy użyciu zamachowców-samobójców. W efekcie tego, ginie ponad 100 osób i rannych zostaje około 200 kolejnych osób. Wśród ofiar znajduje się amerykański agent FBI, Fran.
Do Arabii Saudyjskiej przybywa zespół agentów - Ronald Fluery, Grant Sykes, Janet Mayes oraz Adam Leavitt - których zadaniem jest odnalezienie organizatorów zamachu i powstrzymanie ich przed kolejnymi tego typu działaniami. Na miejscu muszą współpracować z lokalnymi służbami, które okazują im niechęć, Saudyjczycy traktują bowiem sprawę, jako własną - wewnętrzną. Ponadto muszą się zmagać problemami natury dyplomatycznej.
W trakcie śledztwa pomocną dłoń do agentów FBI wyciąga pułkowników Al Ghazi.
Na koniec dochodzenia ma miejsce krwawa konfrontacja pomiędzy terrorystami, Amerykanami i przedstawicielami lokalnych władz.

## Obsada
- Jamie Foxx – Ronald Fluery
- Jennifer Garner – Janet Mayes
- Jason Bateman – Adam Leavitt
- Chris Cooper – Grant Sykes
- Ali Suliman – Sierżant Haytham

## Nagrody i nominacje
Amerykańska Gildia Aktorów Filmowych 2008
- Aktor - Najlepszy zespół kaskaderski w filmie (Nominacja)[1]